# Adele Anthony
Adele Anthony (Singapur, 1 de octubre de 1970) es una violinista australiana-estadounidense.

## Biografía
Asistió a la Escuela Primaria Dernancourt, al sur de Australia. Estudió violín en la Universidad de Adelaide y en la Escuela Juilliard.
A los 13 años de edad, Anthony fue la ganadora más joven del Concurso Instrumental y Vocal ABC, interpretando el Concierto para violín de Jean Sibelius, con la Orquesta Sinfónica de Queensland. 
Entre sus grabaciones se incluyen el Concierto para violín y orquesta de Philip Glass (Naxos Records) y Tabula rasa, de Arvo Pärt, al lado de Gil Shaham y la Orquesta Sinfónica de Gotemburgo, bajo la dirección de Neeme Järvi (Deutsche Grammophon).
Está casada con el violinista Gil Shaham con el que tuvo tres hijos. La familia vive en Nueva York.